# Telektroskop
Telektroskop (tudi elektroskop in telelektroskop) je bil prvi konceptualni model televizijskega ali videofonskega sistema. Izraz se je rabil v 19. stoletju za opis sistemov oddaljenega gledanja temelječih na znanstvenih osnovah.
Poimenovanje in njegov koncept sta prišla ne dolgo po patentiranju telefona leta 1876. Izvirni koncept se je razvil iz oddaljenih reprodukcij kopij na papir v živo gledanje oddaljenih slik.

## Figuierov slikovni telektroskop
Izraz »telektroskop« je rabil francoski pisatelj in založnik Louis Figuier leta 1878 v L'Année Scientifique et Industrielle pri popularizaciji izuma napačno tolmačenega kot resnično napravo in nepravilno pripisanega Alexandru Grahamu Bellu. Figuiera je verjetno zavedel članek The Electroscope, objavljen v dnevniku New York Sun 29. marca 1877. Članek v New York Sunu je napisan pod psevdonimom »The Electrician« in je vključeval trditev, da je »ugledni znanstvenik tega mesta, katerega ime trenutno ne more biti objavljeno,« izumil napravo, s katero je lahko »kdorkoli in kjerkoli v trenutku videl« objekte in ljudi. Po članku bo naprava (elektroskop) omogočala trgovcem prenos slik njihovega blaga k njihovim strankam, vsebine muzejskih zbirk bodo na razpolago učenjakom v oddaljenih mestih, združena s telefonom pa bo omogočala oddajanje oper in predstav v domove ljudi.

### Fotofon Bella in Tainterja
V resnici zamišljeni »telektroskopi« opisani v člankih niso imeli nič skupnega z napravo, ki sta jo leta 1880 razvila Bell in njegov pomočnik Charles Sumner Tainter v novoustanovljenem Voltovem laboratoriju in biroju v Washingtonu. Bell jo je poimenoval z dvoumnim imenom fotofon. Fotofon je bil dejansko brezžični optični telefon, ki je prenašal glasovne signale in zvočna sporočila na moduliranih svetlobnih žarkih, predhodnik sedanjih komunikacij z optičnimi kabli. Bell in Tainter sta v letih 1880 in 1881 prejela več patentov za svoj prodorni izum (glavni U.S. Patent 235.199), v katerem sta uporabila enake selenove materiale v sprejemnikih, ki so povzročali začetno vzbujanje, kar je vplivalo na predloge telektroskopa. Njuno napravo so nekaj časa imenovali tudi »radiofon«. Ko je bil Bell v Franciji, je francoski fizik in elektroinženir Ernest Mercadier predlagal, da je ime »radiofon« primernejše, kar so nekaj časa tudi uporabljali. To je bila tudi prva raba besede radio v sedanjem smislu. Besede »radiofon« se ne sme zamenjevati za kasnejši izum radiotelefona, oziroma tudi radiofona, ki je uporabljal radijske valove. Vendar se je vseeno obdržalo Bellovo izvirno poimenovanje. Žarek sončne svetlobe je fokusiral z zrcalom in govoril v mehanizem, ki je zanihal zrcalo. Na sprejemnem koncu je sprejemnik pobral nihajoči žarek in ga nazaj dekodiral v glas, kakor ga dekodira telefon s pomočjo  električnih signalov. Bellu je bil ta izum najpomembnejši. 3. junija 1880 je med dvema zgradbama na razdalji 213 m prvič prenašal preko brezžičnega telefona. Poskusov s fotofonom ni nadaljeval, ker je na njegovo delovanje vplivalo več dejavnikov, na primer oblačno vreme. Izum fotofona je moral počakati na napredek v razvoju tehnologije laserjev in optičnih vlaken, ki je omogočila varnejši prenos svetlobe. Praktično so fotofon prvič uporabili mnogo kasneje v vojaških komunikacijskih sistemih.

## Nadaljnji razvoj
Besedo »telektroskop« so vseeno na široko sprejeli. Zaobjemala je delo izumiteljev in znanstvenikov 19. stoletja, kot so: Constantin Senlecq, George R. Carey, Adriano de Paiva, in kasneje Jan Szczepanik, ki je skupaj z Ludwigom Kleinbergom za svojo napravo pridobil britanski patent (patent št. 5031) leta 1897. O Szczepanikovem telektroskopu, ki ga dejansko nikoli niso razstavili in, ki, kot so trdili nekateri, sploh ni obstajal, je poročal New York Times 3. aprila 1898, kjer so ga opisali kot »načrt za prenos barvnih žarkov,« naprej pa so ga razvili in predstavili na svetovni razstavi v Parizu leta 1900. Szczepanikovi poskusi so navdušili Marka Twaina, ki je napisal poročilo o njegovem delu v svoji kratki zgodbi Iz 'londonskih časov' leta 1904 (From the 'London Times' of 1904), objavljeni 1. novembra 1898 v reviji Century Magazine. Zamišljeni »telektroskop« iz leta 1877 in znanstvenofantastična naprava Marka Twaina, imenovana telektrofonoskop, sta obe pomembno vplivali na javnost. Raziskovalcem sta zagotovili tudi povratne informacije. Švicarski fizik in izumitelj François Dussaud je leta 1898 imenoval sorodno napravo teleoskop. Ne obstajajo pa viri, da bi takšno napravo pred letom 1920 res kdo dejansko izdelal.
Tako izmišljeni telektroskopi kakor resnični prototipi iz 19. stoletja niso bili pravi televizijski sistemi. Izraz »telektroskop« je sčasoma nadomestil izraz »televizija«, ki ga je verjetno skoval Konstantin Perski leta 1900. Poljski fizik Mieczysław Wolfke je leta 1900 razvil napravo, ki jo je tudi imenoval »telektroskop«. Z napravo je bilo mogoče pošiljati slike na razdaljo s pomočjo elektromagnetnega valovanja. Bila je prototip televizije, Wolfke pa jo je patentiral v Rusiji in Nemčiji. Ta patent so na razstavi Politehniškega društva v Lvovu leta 1902 lepo sprejeli in zaradi njega je postal svetovno znan. Njegova naprava je temeljila na izpopolnjenem vrtečem se Nipkowovem disku, fotoobčutljivi selenovi elektrodi in Geisslerjevi cevi z modulacijo svetlosti. Na konstrukcijo je vplival Szczepanikov telektroskop, izumljen nekaj let prej, Wolfkeov projekt pa je bil brezžičen na osnovi elektromagnetnega valovanja.

## Umetniška inštalacijaTelectroscope
V novejšem času je bil 'telektroskop' ime za sodobno umetniško inštalacijo, ki jo je skonstruiral Paul St George leta 2008. Ta je zagotovila vizualno povezavo med Londonom in New Yorkom. Med majem in junijem 2008 je umetnik St George razstavil interaktivne video inštalacije na prostem s katerimi je povezal London in New York kot nenavaden telektroskop. Po zgodbi v ozadju za inštalacijo Telectroscope je rabila čezatlantski predor, ki ga je začel umetnikov izmišljeni praprastari oče Alexander Stanhope St. George. Dejansko sta bili v inštalaciji dve videokameri, povezani z omrežjem VPN, ki sta zagotovili navidezni predor prek Atlantika. Zveza je rabila povezave med 8 in 50 Mbit/s, slike pa so se prenašale s pomočjo kompresije po standardu MPEG-2. Producent tega spektakla je bilo kreativno podjetje Artichoke, ki je predhodno postavilo predstavo The Sultan's Elephant v Londonu.
Koncept vizualnega povezovanja oddaljenih krajev in celin v stvarnem času sta pred tem raziskovala Kit Galloway in Sherrie Rabinovitz z umetniško inštalacijo Hole in Space (1980), kjer so bile povezane trgovske izložbe v New Yorku in Los Angelesu,, kakor tudi Maurice Benayoun z inštalacijo The Tunnel under the Atlantic med Centrom Pompidou v Parizu in Muzejem sodobne umetnosti v Montrealu (1995).